# نظریه جبری اعداد

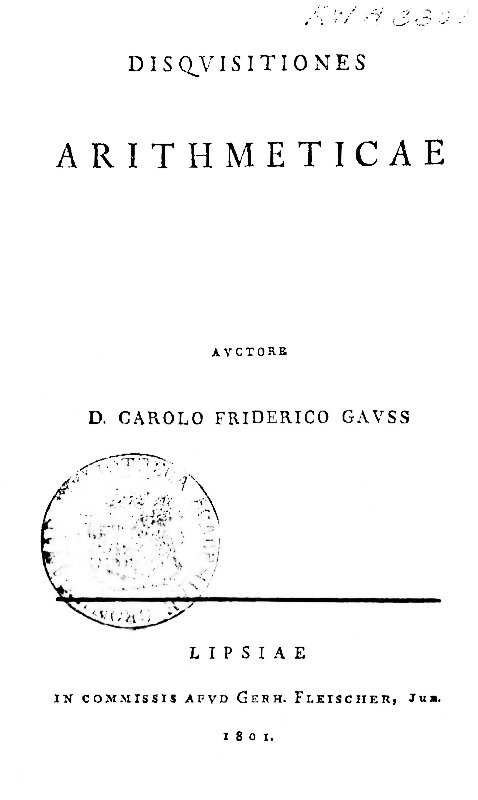
عنوان صفحه اولین ویرایش کتاب Disquisitiones Arithmeticae، یکی از کار های بنیادین نظریه جبری اعداد مدرن، اثر کارل فردریش گاوس.

نظریه جبری اعداد (به انگلیسی: Algebraic Number Theory) (یا نظریه اعداد جبری)، شاخه ای از نظریه اعداد است که از تکنیک های جبر مجرد برای مطالعه اعداد صحیح، اعداد گویا و تعمیمشان استفاده می کند. سؤالات نظریه اعدادی بر اساس خواص اشیاء جبری چون میدان اعداد جبری و حلقه های اعداد صحیحشان، میدان های متناهی و میدان توابع بیان می شود. چنین خواصی مثل خاصیت تجزیه یکتایی یک حلقه، رفتار ایده‌آل‌ها و گروه های گالوای میدان ها می تواند مسائل مهم نظریه اعداد چون وجود جواب برای معادلات سیاله ای را حل کند. 

## تاریخچه نظریه جبری اعداد

### دیوفانتوس
آغاز نظریه جبری اعداد به معادلات سیاله ای (یا دیوفانتینی) بر می گردد، نام این معادلات به ریاضیدان اهل اسکندریه قرن سوم میلادی یعنی دیوفانتوس بر می گردد، که این معادلات را مطالعه کرده و روش هایی برای حل برخی از انواع معادلات سیاله ای (یا دیوفانتینی) توسعه داد. یک مسئله سیاله ای عادی به این شکل است که باید دو عدد صحیح مثل {\displaystyle \mathrm {x} } و {\displaystyle \mathrm {y} } چنان پیدا کنیم که جمعشان و جمع مربعاتشان به ترتیب برابر {\displaystyle \mathrm {A} } و {\displaystyle \mathrm {B} } باشد:
{\displaystyle A=x+y\,}
{\displaystyle B=x^{2}+y^{2}.\,}
معادلات سیاله ای برای هزاران سال مطالعه شدند. به عنوان مثال، جواب معادله سیاله ای مربعی {\displaystyle \mathrm {x^{2}+y^{2}=z^{2}} \,} توسط سه تایی های فیثاغورسی داده شده که ابتداً بابلی ها (۱۸۰۰ قبل از میلاد) آن را حل کردند. جواب های معادلات سیاله ای چون {\displaystyle 26x+65y=13\,} ممکن است با استفاده از الگوریتم اقلیدس پیدا شوند (قرن پنجم قبل از میلاد).
بزرگترین کار دیوفانتوس اثری بود به نام Arithmetica که تنها بخشی از آن باقی مانده است.

### فرما
قضیه آخر فرما اولین حدسی بود که توسط پیر د فرما در ۱۶۳۷ زده شد. مشهور است که فرما آن را در حاشیه کتاب Arithmetica یادداشت کرد و در آنجا ادعا می کند که اثباتی برای آن دارد که به خاطر بزرگ بودنش در حاشیه کتاب جا نمی‌شود. تا سال ۱۹۹۵ با وجود تلاش های فراوان بسیاری از ریاضیدانان در طی ۳۵۸ سال هیچ اثباتی برای این حدس منتشر نشد. این مسئله حل نشده موجب تحریک توسعه نظریه جبری اعداد در قرن نوزدهم میلادی شده و اثبات قضیه مدولاریتی را در قرن بیستم رقم زد.

### گاوس
یکی از کار های بنیادین در نظریه جبری اعداد، کتابی با نام تحقیقاتی در حساب (با عنوان لاتین: Disquisitiones Arithmeticae) است که به زبان لاتین توسط کارل فردریش گاوس در ۱۷۹۸ نوشته شد، زمانی که او ۲۱ ساله بود و اولین چاپش مربوط به ۱۸۰۱ زمانی که او ۲۴ ساله بود صورت گرفت. در این کتاب، گاوس نتایج مختلف در نظریه اعداد را که توسط ریاضیدانانی چون فرما، اویلر، لاگرانژ و لژاندر بدست آمده بودند را گرد هم آورده و نتایج مهم جدیدی از خودش نیز بدان افزود. قبل از این که این کتاب منتشر شود، نظریه اعداد عمدتاً شامل مجموعه ای از قضایا و حدس های منزوی بود. گاوس کارهای پیشینیان خود را به همراه کار اصیل خویش گرد هم آورد و در یک چارچوب نظام مند، شکاف ها را پر کرده، اثبات های بی معنا را معنا بخشید و موضوع مورد نظر را به طرق مختلف گسترش داد.
کتاب Disquisitiones نقطه شروعی برای کار های دیگر ریاضیدانانی چون ارنست کومر، پیتر گوستاف لوژون دیریکله و ریچارد ددکیند در قرن نوزدهم بود. بسیاری از تفاسیری که توسط گاوس داده شده نشان از تحقیقات بیشتر او بود که برخی از آن ها منتشر نشده باقی ماندند. این تفاسیر نزد هم عصران وی حالت رمزی داشت؛ البته امروزه ما متوجه نکات او می شویم، به طور خاص نطفه مباحثی چون L-توابع و ضرب مختلط.

### دیریکله
پیتر گوستاف لژیونه دیریکله در دو مقاله در سال های ۱۸۳۸ و ۱۸۳۹ اولین فرمول های کلاس اعداد را برای فرم های مربعی اثبات کرد (بعد ها توسط دانشجویش به نام لئوپولد کرونکر این فرمول ها پالایش شدند). این فرمول که ژاکوبی از آن به نتیجه ای که "منتهای فراست بشریت را لمس می کند" یاد کرد، راهی را برای نتایج مشابه با توجه به میدان های عددی عمومی تر باز کرد. بر اساس تحقیق او در مورد ساختار گروه عناصر معکوس پذیر میدان های مربعی، او قضیه یکه (عناصر معکوس پذیر) دیریکله را اثبات کرد که نتیجه بنیادینی در نظریه جبری اعدادست.
او ابتدا از اصل لانه کبوتری که یک استدلال مقدماتی شمارشی است، در اثباتش از قضیه ای در تخمین سیاله ای استفاده کرد که بعد ها به نام او نامگذاری شد (قضیه تخمین دیریکله). او کمک های مهمی به قضیه آخر فرما با اثبات حالات {\displaystyle \mathrm {n=5} } و {\displaystyle \mathrm {n=14} } از قضیه آخر فرما و قانون تقابل درجه چهار (حالت درجه چهارم تعمیم قانون تقابل مربعی) کرده و آن را منتشر نمود. مسئله مقسوم علیه های دیریکله، که او برایش اولین نتایج را پیدا کرد، هنوز هم با وجود کمک هایی از سوی محققان دیگر یک مسئله حل نشده در نظریه اعداد می باشد.

### ددکیند
مطالعه ی ریچارد ددکیند بر روی کار های لژیونه دیریکله منجر شد به این که او بعد ها به مطالعه نظریه جبری اعداد و ایده‌آل ها بپردازد. در ۱۸۶۳، او درسنامه های لژیونه دیریکله در مورد نظریه اعداد را با نام Vorlesungen über Zahlentheorie ("درسنامه هایی در مورد نظریه اعداد") منتشر کرد که در مورد آن چنین نوشته اند:

"گرچه که این کتاب بدون شک براساس درسنامه های دیریکله بنا شده است، و گرچه که خود ددکیند در کل عمر خود به آن کتاب دیریکله می گفت، خود این کتاب تماماً توسط ددکیند نوشته شده است، و بخش های عمده آن پس از مرگ دیریکله نوشته شده." (Edwards 1983)

ویرایش های ۱۸۷۹ و 1894 Vorlesungen شامل اضافاتی مربوط به توضیح مفهوم ایده‌آل ها، که در نظریه حلقه ها نقش اساسی دارند می باشد. (کلمه "حلقه"، بعد ها توسط هیلبرت معرفی شده و در کار های ددکیند دیده نمی‌شود.) ددکیند یک ایده‌آل را به عنوان زیر مجموعه ای از اعداد می دید، که شامل اعداد صحیح جبری ای می شود که در معادلات چند جمله ای با ضرایب صحیح صدق می کنند. این مفهوم بدست هیلبرت و به‌خصوص امی نوتر بیشتر توسعه یافت. ایده‌آل ها، اعداد ایده‌آل ارنست ادوارد کومر را تعمیم می دهد، مفهومی (اعداد ایده‌آل) که کومر در تلاشش به هدف اثبات آخرین قضیه فرما در ۱۸۴۳ خلق کرد.

### هلیبرت
دیوید هیلبرت با رساله Zahlbericht (معنی تحت‌اللفظی آن می شود "گزارشی در مورد اعداد") خود در سال ۱۸۹۷، شاخه نظریه جبری اعداد را متحد ساخت. او همچنین مسئله مهم نظریه اعدادی که Waring در ۱۷۷۰ فرموله کرده بود را حل کرد. با قضیه متناهی بودن خود، از یک اثبات وجودی استفاده کرد که نشان می داد باید راه حل هایی برای این مسئله وجود داشته باشد، نه صرفاً مکانیسمی برای تولید جواب ها.
او یک سری حدس ها در مورد نظریه کلاس میدانی (Class Field Theory) مطرح کرد. این مفاهیم بسیار تأثیرگذار بودند و نامش بر خدماتی که به این زمینه ها کرد ماندنی شد، مثل کلاس میدانی هیلبرت و نماد هیلبرت از نظریه کلاس میدانی موضعی. این نتایج اغلب در ۱۹۳۰، پس از کار با تیجی تاکاگی اثبات شدند.

### آرتین
امیل آرتین قانون تقابل آرتینی را در یک سری مقالات (۱۹۲۴؛ ۱۹۲۷؛ ۱۹۳۰) بنا نهاد. این قانون یک قضیه کلی در نظریه اعداد است که جایگاهی مرکزی در نظریه کلاس میدانی سرتاسری دارد. عبارت "قانون تقابل" به خطی طولانی از احکام ملموس تر نظریه اعدادی اشاره می کند که این قانون (تقابل آرتینی) آن ها را تعمیم می دهد، از قانون تقابل مربعی و قوانین تقابل آیزنشتاین و کومر گرفته تا فرمول ضرب هیلبرت برای نماد نرم. نتیجه آرتین یک حل جزئی برای مسئله نهم هیلبرت ارائه داد.

### نظریه مدرن
حدود ۱۹۵۵، ریاضیدانان ژاپنی به نام گورو شیمورا و یاتوکا تانیاما یک ارتباط ممکن بین دو شاخه به ظاهر کاملاً مجزای ریاضیات، یعنی خم های بیضوی و فرم های مدولار را مشاهده کردند. قضیه مدولاریتی حاصل (در آن زمان معروف به حدس تانیاما-شیمورا بود) بیان می کند که هر خم بیضوی مدولار است، یعنی به آن یک فرم مدولار یکتا را می توان نظیر کرد. 
ابتدا به این حدس توجهی نشد یا ریسک آن بالا در نظر گرفته می شد، ولی زمانی که آندره ویل برخی مدارک پشتیبانی کننده برای آن یافت، جدی تر تلقی شد، اما هنوز اثبات نشده بود، به گونه ای که این حدس "شگفت انگیز" خوانده شد و به نام حدس تانیاما-شیمورا-ویل شناخته شد. سپس جزوی از برنامه لنگلندز قرار گرفت، این برنامه لیستی از حدس هایی بود که نیاز به اثبات یا رد داشتند. 
اندرو وایلز از ۱۹۹۳ تا ۱۹۹۴ اثبات قضیه مدولاریتی برای خم های بیضوی نیمه-پایا ارائه کرد، که همراه با قضیه Ribet، اثباتی برای قضیه آخر فرما ارائه می نمود. تقریباً همه ریاضیدانان زمانه پیش از آن اثبات هردو قضیه آخر فرما و قضیه مدولاریتی را حتی زمانی که مهم ترین پیشرفت ها در این زمینه ها حاصل می شد، یا غیر ممکن یا مجازاً غیر ممکن در نظر می گرفتند. وایلز، اولین بار اثبات خود را در ژوئن سال ۱۹۹۳ میلادی اعلام کرد. اما به زودی مشخص شد که این نسخه از اثبات در نقاط کلیدی اش شکاف های بزرگی دارد. سپس وایلز با همکاری ریچارد تیلور این شکاف را تصحیح کرده و نتیجه نهایی پذیرفته شده در سپتامبر ۱۹۹۴ بیرون داده شد و به طور رسمی در ۱۹۹۵ منتشر شد. اثبات آن از بسیاری از تکنیک های هندسه جبری، نظریه جبری اعداد و بسیاری از انشعابات این دو شاخه از ریاضیات استفاده می کند. همچنین از سازه های هندسه جبری مدرن، چون رسته اسکیم ها و قضیه ایواساوا و تکنیک های قرن بیستمی که در دسترس فرما نبود نیز استفاده می کند.

## مفاهیم پایه

### نقض تجزیه یکتا
یک خاصیت مهم حلقه اعداد صحیح، ارضاء قضیه اساسی حساب است، یعنی هر عدد صحیح (مثبت) را می توان به صورت ضرب عوامل اولش تجزیه کرد، و این تجزیه در حد ترتیب عوامل یکتاست.  اما این خاصیت ممکن است برای حلقه اعداد صحیح جبری {\displaystyle O} از یک میدان اعداد جبری {\displaystyle K} دیگر برقرار نباشد. 
یک عنصر اول، عنصری چون {\displaystyle p} از {\displaystyle O} است به طوری که اگر ضرب {\displaystyle ab} را عاد کند (بشمارد)، آنگاه یا {\displaystyle a} را عاد می کند یا {\displaystyle b} را. این خاصیت ارتباط نزدیکی با اول بودن اعداد صحیح دارد، چون هر عدد صحیح مثبتی که این خاصیت را ارضاء کند یا ۱ است یا عددی اول. با این حال، این خاصیت به طور اکید ضعیف تر است. به عنوان مثال ۲- عدد اول نیست، چون منفی است، اما یک عنصر اول است. اگر تجزیه به عناصر اول مجاز باشد، آنگاه حتی در اعداد صحیح هم تجزیه های مختلفی وجود خواهند داشت، مثل:
در کل، اگر {\displaystyle u} یک عنصر معکوس پذیر باشد، یعنی عددی که در {\displaystyle O} معکوس ضربی دارد، آنگاه اگر {\displaystyle p} یک عنصر اول باشد،  {\displaystyle up} هم عنصری اول خواهد بود. اعدادی چون {\displaystyle p} و {\displaystyle up} را شریک یا مرتبط (associate) گویند. در اعداد صحیح، اعداد اول {\displaystyle p} و {\displaystyle -p} شریکند، اما تنها یکی از آن ها مثبت است. این که مثبت بودن اعداد اول را الزامی در نظر بگیریم، منجر به این می شود که عنصر یکتایی در بین مجموعه عناصر اول متناظر با آن (شریک با آن) انتخاب شود. با این حال، زمانی که {\displaystyle K} میدان اعداد گویا نباشد، مثبت بودن بی معنی خواهد بود. به عنوان مثال در اعداد صحیح گاوسی {\displaystyle \mathbf {Z} [i]}، اعداد {\displaystyle 1+2i} و {\displaystyle -2+i} شریک هستند، چون اگر عدد اولی را در {\displaystyle i} ضرب کنیم به دومی می رسیم، اما راهی برای انتخاب میان یکی از آن ها وجود ندارد، از این دو عدد به معادله زیر می رسیم:
که اثبات می کند در {\displaystyle \mathbf {Z} [i]}، امکان تجزیه یکتا در حد ترتیب عوامل وجود ندارد. به همین دلیل است که از تعریف تجزیه یکتایی که در دامنه های تجزیه یکتا (UFD ها) وجود دارد استفاده می کنند. .در یک UFD، تجزیه به عناصر اول در حد عناصر تجزیه پذیر و ترتیب یکتاست.  
به هر حال، حتی با این تعریف ضعیف تر، بسیاری از حلقه های اعداد صحیح در میدان های عددی جبری هم خاصیت تجزیه یکتایی را دارا نیستند. یک مانع به نام گروه کلاس ایده‌آل ها وجود دارد. زمانی که گروه کلاس ایده‌آل در یک میدان اعداد بدیهی باشد، این حلقه (حلقه اعداد صحیح جبری یا {\displaystyle O}) UFD است. زمانی که حلقه اعداد صحیح جبری مربوط به یک میدان عددی خاصیت تجزیه یکتایی نداشته باشد، تمایزی بین عنصر اول و عنصر تحویل ناپذیر شکل می گیرد. یک عنصر تحویل ناپذیر چون {\displaystyle x} عنصری است که اگر برای آن داشته باشیم {\displaystyle x=yz}، آنگاه یا {\displaystyle y} یا {\displaystyle z} معکوس پذیر خواهد بود. عناصری وجود دارند که نمی توان آن را دچار تجزیه بیشتری کرد. علتش این است که در حالی که تمام عناصر اول تحویل ناپذیرند، برخی عناصر تحویل ناپذیر وجود دارند که ممکن است اول نباشند. مثلاً، حلقه {\displaystyle \mathbf {Z} [{\sqrt {-5}}]} را در نظر بگیرید. در این حلقه، اعداد {\displaystyle 2+{\sqrt {-5}}}، {\displaystyle 3} و {\displaystyle 2-{\sqrt {-5}}} تحویل ناپذیرند. این بدان معناست که عدد ۹ دو تجزیه به عناصر تحویل ناپذیر دارد:
این معادله نشان می دهد که ۳ حاصلضرب {\displaystyle (2+{\sqrt {-5}})(2-{\sqrt {-5}})=9} را می شمارد. اگر ۳ یک عنصر اول بود، آنگاه {\displaystyle 2+{\sqrt {-5}}} یا {\displaystyle 2-{\sqrt {-5}}} را می شمرد، اما نمی شمارد، چون تمام عناصری که بر ۳ بخش پذیرند به شکل {\displaystyle 3a+3b{\sqrt {-5}}} هستند. به طور مشابه {\displaystyle 2+{\sqrt {-5}}} و {\displaystyle 2-{\sqrt {-5}}} حاصلضرب {\displaystyle 3^{2}} را می شمارد، اما هیچ کدام از این عناصر خود ۳ را عاد نمی‌کنند، بنابر این هیچ کدام اول نیستند. چون به هیچ روش نمی توان {\displaystyle 3}، {\displaystyle 2+{\sqrt {-5}}} و {\displaystyle 2-{\sqrt {-5}}} را با هم مساوی کرد، در {\displaystyle \mathbf {Z} [{\sqrt {-5}}]} تجزیه یکتا نقض می شود. برعکس شرایطی که در مورد عناصر معکوس‌پذیر وجود دارد، که در آن یکتا بودن را می توان با تعریف ضعیف تری ترمیم کرد، در مورد نقض تجزیه یکتا نیاز به دیدگاه جدید تری وجود دارد.

### تجزیه بهایده‌آل‌هایاول
اگر {\displaystyle I} ایده‌آلی از {\displaystyle O} (حلقه اعداد جبری از میدان اعداد مورد نظر) باشد آنگاه همیشه تجزیه ای به شکل زیر برای {\displaystyle I} وجود خواهد داشت:
که در آن هر {\displaystyle {\mathfrak {p}}_{i}} یک ایده‌آل اول بوده و این عبارت در حد ترتیب عوامل یکتا می باشد. این قوی ترین حالتی است که می توان تجزیه یکتایی را برای حلقه اعداد جبری یک میدان اعداد دلخواه تعریف کرد. به زبان نظریه حلقه ها، یعنی حلقه اعداد صحیح جبری تشکیل دامنه ددکیند می دهند.
زمانی که {\displaystyle O} یک UFD باشد، هر ایده‌آل اول توسط یک عنصر اول تولید می شود. در غیر این صورت، ایده‌آل های اولی وجود دارند که توسط عناصر اول تولید نمی‌شوند. به عنوان مثال در {\displaystyle \mathbf {Z} [{\sqrt {-5}}]}، ایده‌آل {\displaystyle (2,1+{\sqrt {-5}})} یک ایده‌آل اول است که نمی توان آن را با یک عنصر تولید کرد. 
به طور تاریخی، ایده تجزیه ایده‌آل ها به ایده‌آل های اول، قبل از معرفی اعداد ایده‌آل توسط ارنست کومر معرفی شد. این ها اعدادی هستند که در یک توسیع میدانی {\displaystyle E} از {\displaystyle K} قرار دارند. این توسیع میدانی را به نام میدان کلاس هیلبرت می شناسند. بر اساس قضیه ایده‌آل اصلی، هر ایده‌آل اول از {\displaystyle O} یک ایده‌آل اصلی از حلقه اعداد صحیح جبری {\displaystyle E} را تولید می کند. یک مولد از این ایده‌آل اصلی را عدد ایده‌آل می نامند. کومر ازین مفاهیم به عنوان جایگزینی برای نقض تجزیه یکتا در میدان های دوری استفاده کرد. این ها نهایتاً منجر شد که ریچارد ددکیند مفهوم ایده‌آل ها را معرفی کرده و تجزیه یکتایی ایده‌آل ها را به کمک آن اثبات کند. 
ایده‌آلی که در حلقه اعداد صحیح جبری یک میدان عددی اول باشد، ممکن است هنگام توسیع به میدان عددی بزرگتر دیگر اول نباشد. مثلاً، اعداد اول را در نظر بگیرید. ایده‌آل های متناظرشان یعنی {\displaystyle \mathbf {Z} p} در {\displaystyle \mathbf {Z} } اول اند. در حالی که زمانی که این ایده‌آل ها را به اعداد صحیح گاوسی توسعه می دهیم تا به {\displaystyle p\mathbf {Z} [i]} برسیم، ممکن است در آنجا اول باشند یا نباشند. به عنوان مثال، تجزیه {\displaystyle 2=(1+i)(1-i)} نتیجه می دهد:
توجه کنید که {\displaystyle 1+i=(1-i).i}، یعنی ایده‌آل های تولید شده توسط {\displaystyle 1+i} و {\displaystyle 1-i} یکی هستند. جواب کامل به این سؤال که چه ایده‌آلی هنگام توسعه به اعداد صحیح گاوسی اول باقی می ماند؟ توسط قضیه جمع مربعات فرما ارائه شد. این قضیه بیان میدارد: برای عدد اول فردی چون {\displaystyle p}، ایده‌آل {\displaystyle p\mathbf {Z} [i]} اول است اگر {\displaystyle p\equiv 3{\pmod {4}}} و اول نیست اگر {\displaystyle p\equiv 1{\pmod {4}}}. این قضیه به همراه مشاهده اول بودن {\displaystyle (1+i)\mathbf {Z} [i]} توصیف کاملی از ایده‌آل های اول در اعداد صحیح گاوسی را فراهم می آورد. تعمیم این نتیجه ساده به حلقه های کلی تر اعداد صحیح جبری، یک مسئله بنیادین در نظریه جبری اعدادست. نظریه میدان کلاسی (Class Field Theory)، هنگامی که {\displaystyle K} یک توسیع آبلی از {\displaystyle \mathbf {Q} } باشد (یعنی توسیع گالوایی که گروه گالوای آن آبلی باشد)، به این هدف نایل می آید.

### گروه کلاس ایده‌آلی
تجزیه یکتا نقض می شود اگر و تنها اگر ایده‌آل‌های اول غیر اصلی وجود داشته باشند. گروه کلاس ایده‌آلی شیئیست که میزان نقض (انحراف از) اصلی بودن یک ایده‌آل را اندازه گیری می کند. تعریف گروه کلاس ایده‌آلی نیازمند بزرگ کردن مجموعه ایده‌آل های اعداد صحیح جبری است، چنان که ساختار گروهی بپذیرند. این عمل با تعمیم ایده‌آل ها به ایده‌آل های کسری امکان پذیر است. یک ایده‌آل کسری زیرگروهی جمعی چون {\displaystyle J} از {\displaystyle K} است که تحت ضرب توسط عناصر {\displaystyle O} بسته باشند، یعنی اگر {\displaystyle xJ\in O} آنگاه {\displaystyle xJ\subseteq J}. تمام ایده‌آل های {\displaystyle O} نیز ایده‌آل های کسری هستند. اگر {\displaystyle I} و {\displaystyle J} ایده‌آل های کسری باشند، آنگاه مجموعه {\displaystyle IJ} از ضرب تمام عناصر درون {\displaystyle I} و {\displaystyle J} نیز یک ایده‌آل کسریست. این عملیات مجموعه ایده‌آل های کسری غیرصفر را تبدیل به یک گروه می کند. همانی گروه، ایده‌آل {\displaystyle (1)=O} است و معکوس ایده‌آل کسری چون {\displaystyle J} یک خارج قسمت (تعمیم یافته) ایده‌آلی به صورت {\displaystyle J^{-1}=(O:J)=\{x\in K:xJ\subseteq O\}} است. 
ایده‌آل های کسری اصلی، یعنی آن ها که به شکل {\displaystyle Ox} هستند که در آن {\displaystyle x\in K^{\times }}، تشکیل زیرگروهی از تمام ایده‌آل های غیر صفر کسری می دهند. خارج قسمت گروه ایده‌آل های کسری ناصفر توسط این زیر گروه را گروه کلاس ایده‌آلی گویند. دو ایده‌آل {\displaystyle I} و {\displaystyle J} نمایش دهنده ی یک عنصر از گروه کلاس ایده‌آلی هستند اگر و تنها اگر وجود داشته باشد عنصری مثل {\displaystyle x\in K} به طوری که {\displaystyle xI=J}. لذا، گروه کلاس ایده‌آلی دو ایده‌آل کسری را مساوی هم قرار می دهد اگر یکی از آن ها به اندازه ای از اصلی بودن فاصله داشته باشد که دیگری فاصله دارد. گروه کلاس ایده‌آلی به صورت {\displaystyle ClK}، {\displaystyle ClO} یا {\displaystyle PicO} نمایش داده می شود (نماد آخر، این گروه را با گروه پیکارد در هندسه جبری یکی در نظر می گیرد).